# Haraldssund

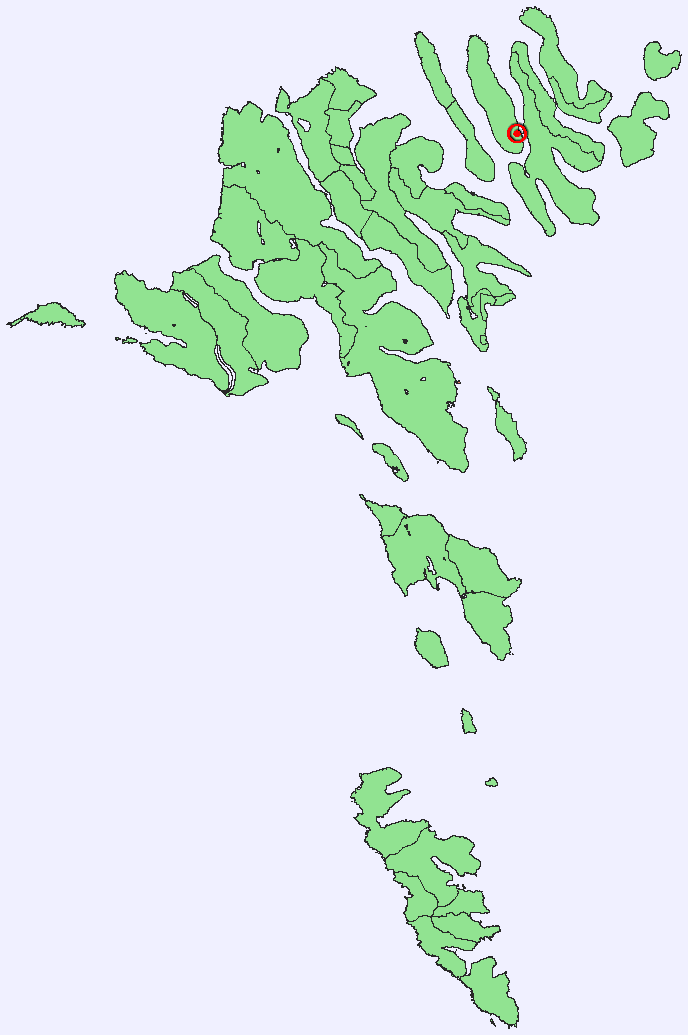

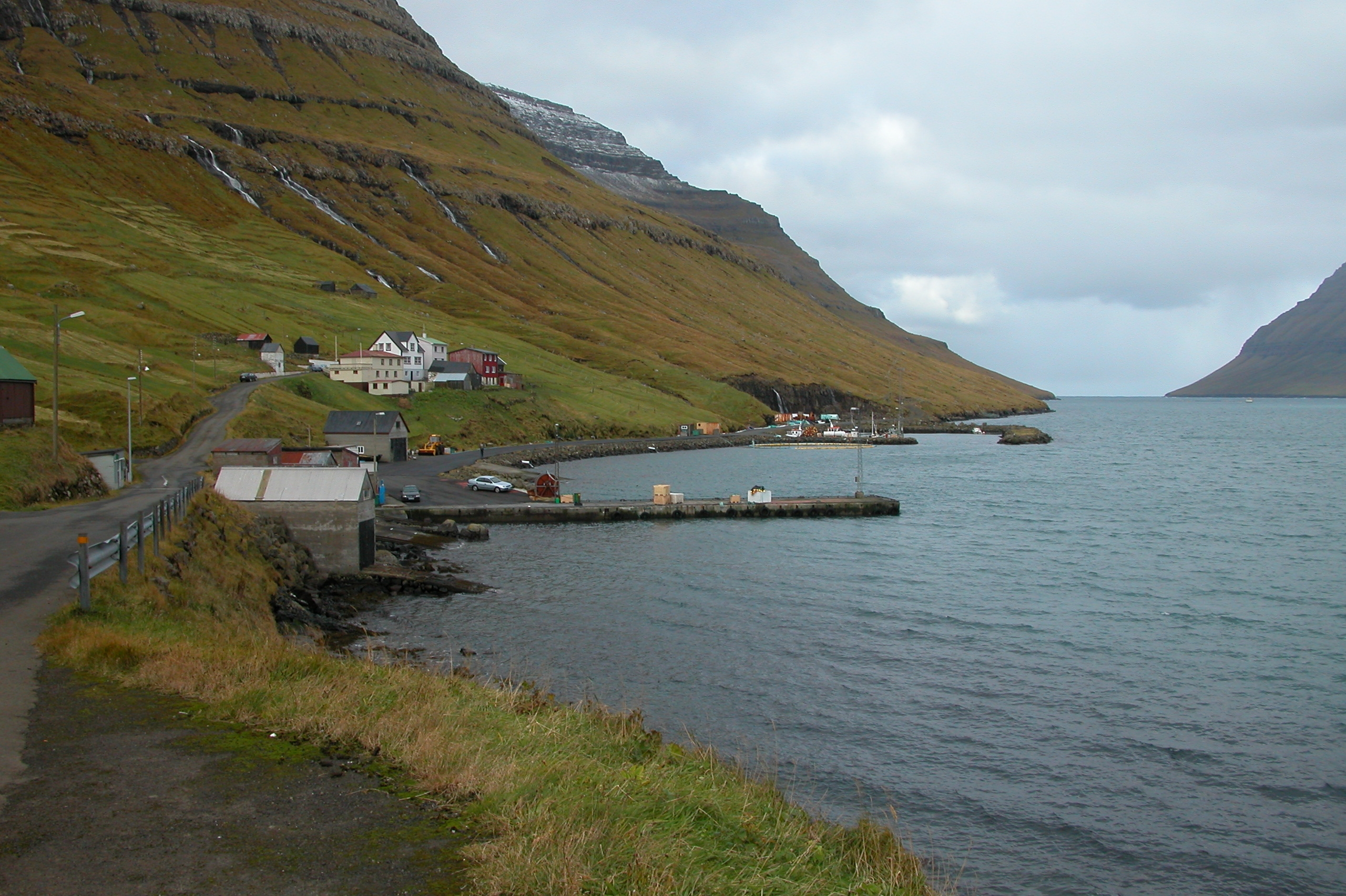
Haraldssund

Haraldssund (dänischer Name: Haraldsund) ist ein Ort der Färöer auf der Nordinsel Kunoy. Es liegt an der gleichnamigen Meerenge Haraldssund.
- Einwohner: 77 (Stand: 1. Januar 2007)
- Postleitzahl: FO-785
- Kommune: Kunoyar kommuna

Haraldssund liegt an der Ostküste von Kunoy und ist mit dem Ort Kunoy an der Westküste durch einen Tunnel verbunden. Von Haraldsund führt ein Straßendamm Richtung Osten auf die Insel Borðoy mit dem regionalen Zentrum Klaksvík. Sowohl der Tunnel als auch der Damm wurden erst Ende der 1980er Jahre gebaut.
1860 befanden sich im Ort fünf Häuser. Nach ihren Namen wurden auch die Familien benannt, die hier lebten:
- Har Uttari
- Har Innari
- Har Suðuri (Har Suður)
- Á Gørðum
- Bygningurin

Zwei Kilometer südlich befindet sich eine kleine Ruine. Es wird erzählt, dass hier früher eine Kolonie von niederländischen Siedlern existiert hat.
Von Haraldssund führt ein leichter Wanderweg entlang der Südspitze der Insel etwas oberhalb des Ufers nach Kunoy Ort. Das war früher die einzige Landverbindung vor dem Tunnelbau. Ein anderer Wanderweg führt ebenfalls entlang des Ufers nach Norden in den verlassenen Ort Skarð.
Traditionell war Haraldssund der Ort, wo alljährlich die Kyndilsmessa (Lichtmess am 2. Februar) abgehalten wurde. In den 1980er Jahren versuchte man, diese Tradition wieder zu beleben, was aber wegen der relativ abgeschiedenen Lage des Ortes nicht gelang. 2007 versucht man nun erneut, die Färinger nach Haraldssund einzuladen, wo es färöischen Tanz geben soll.

## Personen
- Rasmus Magnussen (1560–1670) wurde 110 Jahre alt und mit 103 noch einmal Vater